# Luís Figo

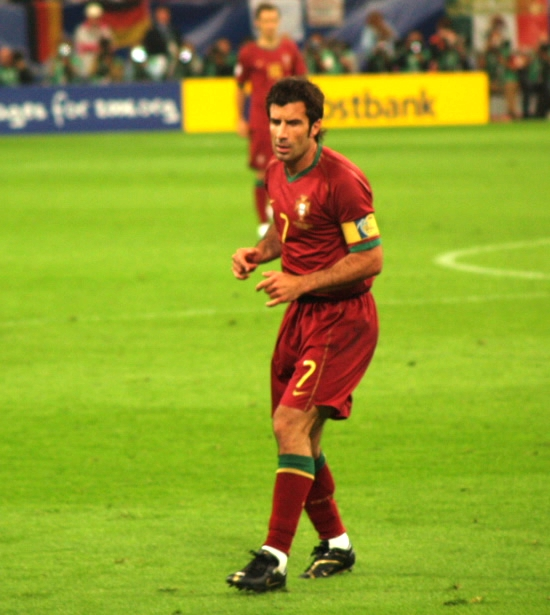
Luís Figo vid en match under fotbolls-VM 2006.

Luís Filipe Madeira Caeiro Figo, född 4 november 1972 i Almada, är en portugisisk före detta fotbollsspelare (mittfältare). 

## Biografi
Figo, uppväxt i arbetarklassområdet Cova da Piedade i Almada utanför Lissabon, började sin karriär i det lilla laget Os Pastilhas, och fortsatte sedan i Sporting Lissabon åren 1989–1995. Han slog igenom i FC Barcelona, dit han kom 1995. Vid EM i fotboll 2000 var han en bidragande orsak till att Portugal nådde semifinal. Näst Frankrikes Zinedine Zidane ansågs han vara turneringens bäste spelare. 
År 2000 gjorde Figo ett i media mycket omtalat klubbyte, då han bytte från FC Barcelona till ärkerivalen Real Madrid. Real Madrid betalade motsvarande drygt 500 miljoner kr för Figo, den då dyraste övergångssumman någonsin. Detta var inte populärt bland Barcelonafansen. Bland annat rusade barcelonasupportern Jimmy Jump in på plan under fotbolls-EM 2004 och kastade en Barcelonaflagga i ansiktet på honom. År 2001 blev Figo utsedd till världens bäste fotbollsspelare av Fifa. Året innan hade han fått Guldbollen från France Football. Under vintern 2007 florerade rykten i media om att Luis Figo skulle avsluta sin aktiva karriär i den saudiarabiska klubben Al-Ittihad, men efter samtal med Inters president Massimo Moratti valde han att förlänga sitt kontrakt. I maj 2009 meddelade Figo att han skulle avsluta sin aktiva proffskarriär efter säsongen.
Vid fotbolls-VM 2006 tog Figo, som lagkapten för det portugisiska landslaget, Portugal till semifinal. Efter VM meddelade han att han inte längre skulle fortsätta i landslaget. Han hade då spelat flest landskamper i Portugals landslag med 127 landskamper. Cristiano Ronaldo har sedan dess slagit rekordet. 
Figo är gift med svenska fotomodellen Helene Svedin från Sollefteå. De har även tre döttrar, Martina, Daniela och Stella. Familjen har byggt ett hus på Skedom i Sollefteå, dit han brukar åka ibland.

## Meriter
Sporting Lissabon
- Portugisiska cupen 1995

Barcelona
- La Liga: 1997/1998, 1998/1999
- Copa Del Rey: 1997, 1999
- Supercopa de España: 1996
- Cupvinnarcupen: 1997
- Uefa Super Cup: 1997

Real Madrid
- La Liga: 2000/2001, 2002/2003
- Supercopa de España: 2001, 2003
- Uefa Champions League: 2002
- Uefa Super Cup: 2002
- Interkontinentala cupen: 2002

Inter
- Serie A: 2005/2006, 2006/2007, 2007/2008, 2008/2009
- Coppa Italia: 2006
- Italienska Supercupen: 2005, 2006, 2008

Portugals landslag
- Fotbolls-VM 2006: fjärde plats
- Europamästerskapet i fotboll 2004: silver

Individuella priser
- Ballon d'Or 2000
- Best FIFA Football Player 2001
- Uttagen till Europamästerskapet i fotboll 2000 All-Star Team
- Uttagen till Europamästerskapet i fotboll 2004 All-Star Team
- Uttagen till Fotbolls-VM 2006 All-Star Team
- FIFA 100
- UEFA Team of The Year 2003
- Årets spelare i Portugal: 1995, 1996, 1997, 1998, 1999, 2000